# Lamapaha
Lamapaha is een bestuurslaag in het regentschap Flores Timur van de provincie Oost-Nusa Tenggara, Indonesië. Lamapaha telt 531 inwoners (volkstelling 2010).